# 海技教育財団

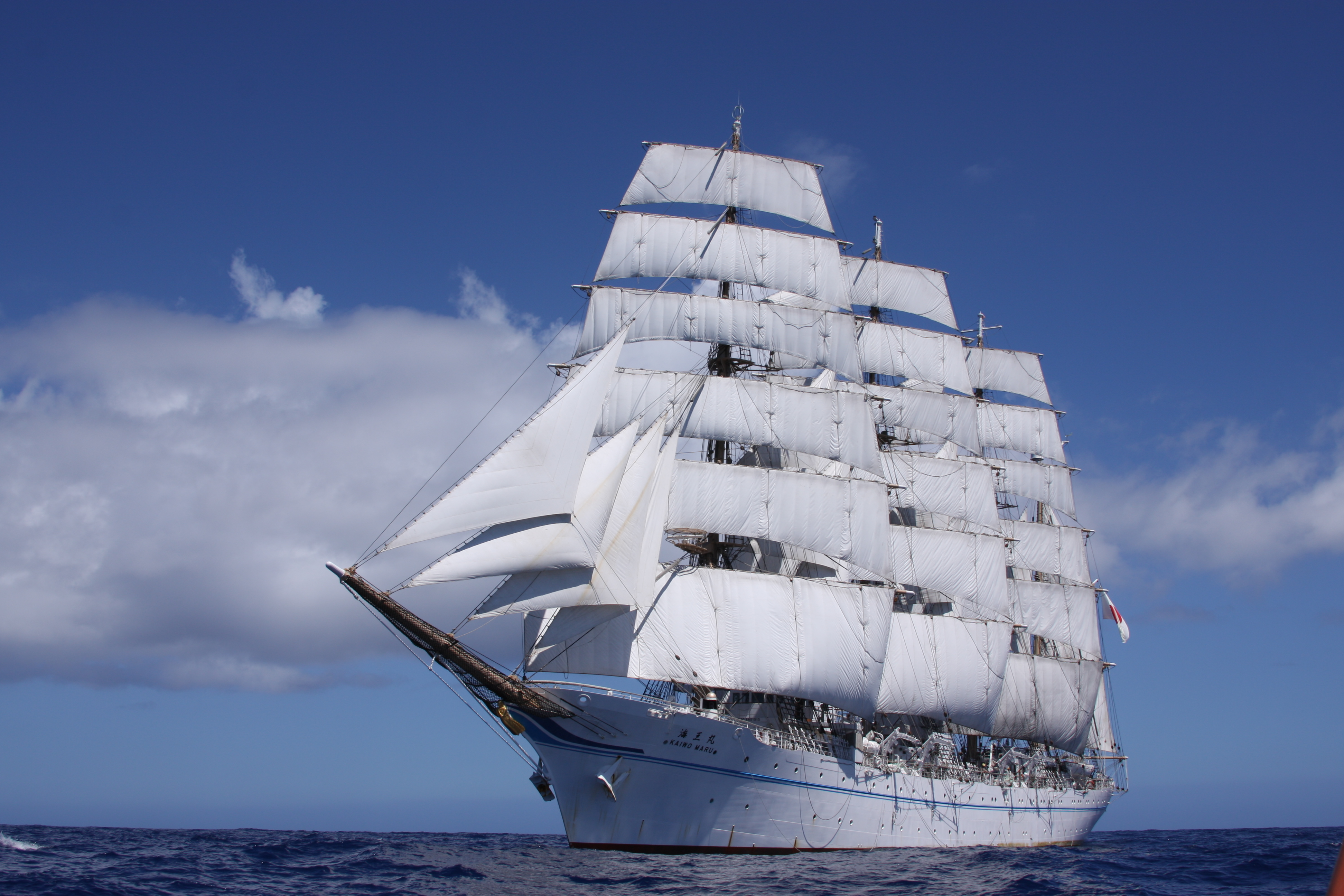
財団が所有し（独）海技教育機構に貸し出されている帆船「海王丸」

公益財団法人海技教育財団（かいぎきょういくざいだん、英: Maritime Academy Foundation、略: MACF）は、海技教育機関が優秀な海技者を育成するために必要な支援、海技教育機関の学生・生徒に対する学資の貸与、帆船「海王丸」を利用した海事思想の普及等の事業を行い、海事産業の発展に寄与することを目的とする団体である。

## 財団の主な事業
1. 海技教育に対する支援
  1. 学生・生徒募集支援事業
  2. 教育内容の改善及び環境の整備事業
  3. 学生等の福利厚生支援事業
  4. 海技教育機関の支援事業
2. 海技教育機関の学生、生徒に対する学資の貸与及び支給
  1. 奨学金の貸与及び返還事業
  2. 給付型奨学金の支給
  3. 入学準備金の貸与及び返還事業
  4. 表彰事業
3. 航海訓練の用に供する船舶の保有及び貸与
  1. 帆船「海王丸」の保有・管理
  2. 帆船「海王丸」貸与事業
4. 帆船利用等による一般市民、企業、団体等への海事思想の普及
  1. 一般市民を対象とした国内体験航海及び遠洋体験航海の実施
  2. 青少年を対象とした海洋教室の実施
5. 帆船「海王丸」及び帆船「日本丸」の寄港地での帆船グッズ等の販売（収益事業）

## 財団の主な沿革
- 1961年（昭和36年）12月 航海訓練所（現（独）海技教育機構）の練習船実習生に対する災害・福利厚生支援等の練習船教育に関する援助、練習船による海事思想普及に関する援助等を目的に（財）練習船教育後援会が創設。
- 2004年（平成16年）4月 （財）練習船教育後援会が、船員教育の後援団体である（財）海技大学校奨学財団（設立:1940年）及び（社）全国海員学校後援会（設立:1971年）と統合し、（財）船員教育振興協会となる。
- 2007年（平成19年）4月 （財）船員教育振興協会が、船員奨学制度を実施する（財）日本船員奨学会（設立:1950年）と統合し、（財）海技教育財団となる。
- 2012年（平成24年）8月 公益法人制度の改正に伴い、（公財）海技教育財団となる。